# Cleo (chanteuse polonaise)
Pour les articles homonymes, voir Cléo (homonymie).
Cleo, née Joanna Krystyna Klepko le 25 juin 1983, est une chanteuse polonaise.
En 2011, elle a participé à la première saison de la version polonaise de l'émission X Factor. Depuis 2013, elle travaille avec Donatan.

## 2014
Le 25 février 2014, il a été annoncé par TVP dans le talk-show "Świat się kręci" que Cleo en compagnie de Donatan, représenteraient la Pologne au Concours Eurovision de la chanson 2014 à Copenhague, au Danemark avec leur chanson My Słowianie (Slavic Girls). Ils terminent en finale à la 14e place, en obtenant 62 points. Cela a suscité la controverse car dans le résultat du télé-vote la Pologne a été classée 5e avec 162 points (en étant devant le Royaume-Uni, l'Irlande, la Norvège et l'Ukraine).

## Discographie

### Albums Studio
| Titre                        | Détails de l'album                                                                                 | Classement | Certification        |
| Titre                        | Détails de l'album                                                                                 | POL        | Certification        |
| ---------------------------- | -------------------------------------------------------------------------------------------------- | ---------- | -------------------- |
| Hiper Chimera (avec Donatan) | - Sortie : 7 novembre 2014 - Label : Urban Rec - Formats : CD, téléchargement légal                | 1          | - ZPAV : 3 × Platine |
| Bastet                       | - Sortie : 2 septembre 2016 - Label : Universal Music Polska - Formats : CD, téléchargement légal  | 3          | - ZPAV : Platine     |
| superNOVA                    | - Sortie : 18 septembre 2018 - Label : Universal Music Polska - Formats : CD, téléchargement légal | 9          | Aucune               |
| Bastet                       | - Sortie : 20 mai 2022 - Label : Musicom - Formats : CD, téléchargement légal                      | 6          | - ZPAV : Or          |